# Paralogismo
Um paralogismo (do grego antigo παραλογισμός, palavra composta do prefixo παρά- pará, expressando oposição ou desvio, e λογισμός, logismós, 'raciocínio: 'falso raciocínio',) é um argumento ou raciocínio falaz, ou seja, falso, embora possa ter a forma de um silogismo e a aparência de verdade. Para alguns, o paralogismo é um tipo de sofisma; para outros, não é, pois entendem que sofisma é um raciocínio que simula estar de acordo com as regras da lógica, com a finalidade de produzir a ilusão da verdade e iludir o antagonista, enquanto o paralogismo é um raciocínio falso que se estabelece involuntariamente, não de má fé, isto é, não intencionalmente produzido para enganar.
Para Aristóteles, o paralogismo é como qualquer falso silogismo, isto é, como qualquer raciocínio errado quanto à forma, em razão da presença de um termo médio (termo comum às duas premissas) não unívoco, cujo significado é diferente em cada uma das premissas. Assim, Aristóteles refere-se ao paralogismo como um raciocínio incorreto, apoiado em pressupostos não verdadeiros; nasce do erro, de uma "falha de definição". Não se trata, portanto, de contrafação ou deformação da racionalidade.
Na filosofia kantiana, paralogismos transcendentais são os raciocínios errôneos aos quais a razão é induzida quando ultrapassa os limites da experiência, entrando nas contradições da dialética. Para Kant, o paralogismo consiste na transferência indevida da função transcendental para o plano da realidade empírica.

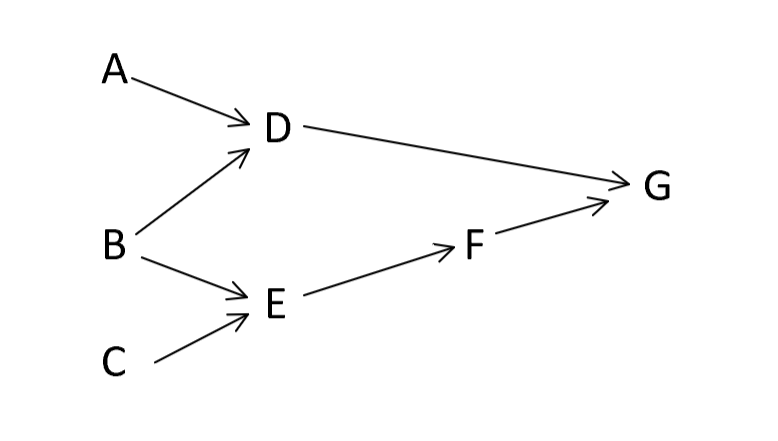

Exemplo esquemático para explicar o que é um Paralogismo: Suponhamos que temos uma teoria matemática (ou outra) onde foram deduzidas um conjunto de propriedades, numa sequência como a que está no esquema. Por exemplo, sabemos que a propriedade G depende de todas as anteriores, que a propriedade F não depende de A, mas que surgiu na sequência de B, C e E: 
- O José numa aula vai demonstrar a propriedade E e encontra uma forma fácil de a demonstrar à custa da propriedade G. Aí o Bruno dirá: isso é um paralogismo.

(darei mais tarde um exemplo concreto e frequente).  
Jmegsalazar 21h30min de 8 de fevereiro de 2021 (UTC)